# Nałęcza (gromada)
Nałęcza – dawna gromada, czyli najmniejsza jednostka podziału terytorialnego Polskiej Rzeczypospolitej Ludowej w latach 1954–1972.
Gromady, z gromadzkimi radami narodowymi (GRN) jako organami władzy najniższego stopnia na wsi, funkcjonowały od reformy reorganizującej administrację wiejską przeprowadzonej jesienią 1954 do momentu ich zniesienia z dniem 1 stycznia 1973, tym samym wypierając organizację gminną w latach 1954–1972.
Gromadę Nałęcza z siedzibą GRN w Nałęczy utworzono – jako jedną z 8759 gromad na obszarze Polski – w powiecie chodzieskim w woj. poznańskim, na mocy uchwały nr 17/54 WRN w Poznaniu z dnia 5 października 1954. W skład jednostki weszły obszary dotychczasowych gromad Raczyn, Antoniny i Laskowo ze zniesionej gminy Szamocin oraz miejscowości Mielimąka, Nowy Młyn I, Nowy Młyn II, Piłka i Weśrednik z dotychczasowej gromady Margonin-Wieś ze zniesionej gminy Margonin w tymże powiecie. Dla gromady ustalono 11 członków gromadzkiej rady narodowej.
Gromadę zniesiono 1 stycznia 1959, a jej obszar włączono do nowo utworzonej gromady Szamocin w tymże powiecie.